# Buja
Buja là một đô thị ở tỉnh Udine trong vùng Friuli-Venezia Giulia thuộc Ý, có cự ly khoảng 80 km về phía tây bắc của Trieste và khoảng 20 km về phía tây bắc của Udine. Tại thời điểm ngày 31 tháng 12 năm 2004, đô thị này có dân số 6.758 người và diện tích là 27,9 km².
Đô thị Buja có các frazioni (đơn vị cấp dưới, chủ yếu là các làng) Avilla, San Floreano, Sopramonte, Solaris, Madonna, Urbignacco, Santo Stefano, Collosomano, Sottocostoia, Ursinins Grande, Ursinins Piccolo, Monte, Arba, Caspigello, Campo Garzolino, Saletti, Tomba, Sala, Sottocolle, và Ca' Martino.
Buja giáp các đô thị: Artegna, Colloredo di Monte Albano, Gemona del Friuli, Majano, Osoppo, Treppo Grande.